# Айзенберг, Акиба
Акиба Айзенберг (нем. Akiba Eisenberg, 30 сентября 1908, Шуровце — 7 апреля 1983, Вена) — бывший главный раввин Вены. 

## Биография
Айзенберг родился в Ваце, недалеко от Будапешта. Во время Второй мировой войны он выжил, спрятавшись вместе со своим братом в отдалённой местности у крестьян-неевреев.
В 1948 году Айзенберг стал главным раввином Вены, до этого он был раввином Дьёра, Венгрия. Он основал Бейт-дин с помощью Еврейского агентства и проявил себя как сионист. Он также стал объектом антисемитского террористического нападения, когда 4 февраля 1982 года возле его дома взорвалась самодельная бомба.
Айзенберг, работавший в Зайтенштеттенгассе, единственной синагоге в Вене, не разрушенной нацистами, начал еврейское образование в городе. В 1969 году президент Австрии присвоил ему звание «Доктор» за его работу в сфере образования.
Айзенберг умер 8 апреля 1983 года в возрасте 74 лет от сердечной недостаточности в Вене. После его смерти его сын Пауль Хаим стал его преемником на посту главного раввина.